# Monocentropus
Monocentropus es un género de arañas que pertenece a la familia Theraphosidae (tarántulas).

## Distribución
Las especies de este género se encuentran en Yemen, Socotra y Madagascar.

## Especies
Se reconocen las siguientes según WSC:
- Monocentropus balfouri Pocock, 1897
- Monocentropus lambertoni Fage, 1922
- Monocentropus longimanus Pocock, 1903

## Publicación original
- Pocock, 1897: On the spiders of the suborder Mygalomorphae from the Ethiopian Region, contained in the collection of the British Museum. Proceedings of the Zoological Society of London, vol. 1897, p. 724-774.